# Teudis
Teudis is een geslacht van spinnen uit de  familie van de Anyphaenidae (buisspinnen).

## Soorten
- Teudis angusticeps (Keyserling, 1891)
- Teudis atrofasciatus Mello-Leitão, 1922
- Teudis bicornutus (Tullgren, 1905)
- Teudis buelowae (Mello-Leitão, 1946)
- Teudis cambridgei Chickering, 1940
- Teudis caxambuensis Mello-Leitão, 1926
- Teudis comstocki (Soares & Camargo, 1948)
- Teudis concolor (Keyserling, 1891)
- Teudis cordobensis Mello-Leitão, 1941
- Teudis dichotomus Mello-Leitão, 1929
- Teudis fatuus (Mello-Leitão, 1942)
- Teudis formosus (Keyserling, 1891)
- Teudis gastrotaeniatus Mello-Leitão, 1944
- Teudis geminus Petrunkevitch, 1911
- Teudis griseus (Keyserling, 1891)
- Teudis itatiayae Mello-Leitão, 1915
- Teudis juradoi Chickering, 1940
- Teudis lenis (Keyserling, 1891)
- Teudis morenus (Mello-Leitão, 1941)
- Teudis opertaneus (Keyserling, 1891)
- Teudis parvulus (Keyserling, 1891)
- Teudis peragrans (O. P.-Cambridge, 1898)
- Teudis recentissimus (Keyserling, 1891)
- Teudis roseus F. O. P.-Cambridge, 1900
- Teudis suspiciosus (Keyserling, 1891)
- Teudis tensipes (Keyserling, 1891)
- Teudis tensus (Keyserling, 1891)
- Teudis ypsilon Mello-Leitão, 1922